# Mirosław Kuliś
Mirosław Kuliś (ur. 4 września 1956 w Proszowicach) – polski dziennikarz, założyciel i wydawca tygodnika „Angora”.

## Życiorys
W młodości mieszkał w Myszkowie w Zagłębiu, z którego wyjechał do Łodzi, gdzie ukończył studia matematyczne na Uniwersytecie Łódzkim. W trakcie studiów, zaangażował się w działalność w radiowęźle oraz w Klubu Dziennikarzy Studenckich. Po studiach pracował jako korespondent łódzki Polskiego Radia w Warszawie oraz „Sztandaru Młodych”. Pracował także jako dziennikarz „Expressu Ilustrowanego” i „Głosu Robotniczego” oraz „Odgłosów”, z których został zwolniony po opublikowaniu na łamach tygodnika treści przemówienia I sekretarza KC PZPR Mieczysława Rakowskiego podsłuchanego na tajnym zebraniu w Sejmie. W latach 1990–1993 zainicjował, a następnie organizował spotkania z Anatolijem Kaszpirowskim w Polsce, Bułgarii i Czechosłowacji. W 1990 r. założył w Łodzi tygodnik „Angora”, wydawany od czerwca 1990 r., a także wydaje miesięczniki „Mobile Internet” i „F1 Racing”. W 1991 r. krótko pełnił funkcję redaktora naczelnego „Odgłosów”.
Kuliś jest fundatorem fundacji „Lux Pro Monumentis” powstałej w 2010 r. oraz fundatorem organizowanego przez nią festiwalu Light Move Festiwal, a także założycielem i właścicielem Teatru Komedii Impro w Łodzi działającego na OFF Piotrkowskiej w Łodzi oraz twórcą Wioski Artystycznej Janowo w Janowie (gmina Karnice), w której od 2017 r. organizuje wydarzenia artystyczne.

## Wyróżnienia
- Nagroda Literacka im. Jerzego Wilmańskiego (2015) – za wierność miastu i działalność wydawniczą, przyznana przez Stowarzyszenie „Pokolenia” i Oddział Łódzki Stowarzyszenia Dziennikarzy RP[10]
- Nagroda im. Bolesława Prusa – „Niebieski Prus” (2022–2023)[11] – nagroda specjalna dla dziennikarza-wydawcy – przyznana przez Zarząd Główny Stowarzyszenia Dziennikarzy RP[12][13][11]